# Slovenska srnasta koza
Slovenska srnasta koza je slovenska tradicionalna pasma koze.
Ta pasma je nastala z oplemenjevanjem obarvanih koz s kozli srnaste pasme, ki izvirajo iz Francije in Nemčije. Slovenska srnasta koza spada, tako kot vse evropske srnaste koze, med alpske pasme in je namenjena predvsem za prirejo mleka. Med rejci je priljubljena tudi zaradi nezahtevnosti, saj je primerna tako za hlevsko kot pašno rejo.